# Dariusz Wolski
Dariusz Adam Wolski (ur. 7 maja 1956 w Warszawie) – polski operator filmowy, który mieszka i pracuje w Los Angeles.

## Życiorys
Studiował w łódzkiej szkole filmowej, której nie ukończył. Po przybyciu do Nowego Jorku w 1979, pracował przy filmach dokumentalnych oraz niskobudżetowych niezależnych produkcjach filmowych. Przełom w jego karierze nastąpił, kiedy zastąpił operatora filmu Heart. Po zakończeniu pracy na planie tego filmu, Wolski przeniósł się do Los Angeles, gdzie współpracował m.in. z Davidem Fincherem, Alexem Proyasem i Jakiem Scottem przy produkcji wideoklipów. Ma na swoim koncie ponad 100 teledysków, w tym klipy takich gwiazd jak Paula Abdul, David Bowie, Elton John, Neil Young, Aerosmith czy Sting.
Był następnie autorem zdjęć do filmów wyprodukowanych przez Rogera Cormana – Nightfall i Land of little Rain. Wolski jest w Stanach Zjednoczonych cenionym operatorem, czego wyrazem jest praca przy superprodukcjach takich jak filmowa saga Piraci z Karaibów. Regularnie współpracuje z Ridleyem Scottem.
W 2004 został zaproszony do członkostwa w Amerykańskiej Akademii Filmowej, organizacji przyznającej Oscary.

## Filmografia
W ciągu swojej kariery był autorem zdjęć do takich produkcji jak:
- Krwawy Romeo (Romeo Is Bleeding, 1993)
- Kruk (The Crow, 1994)
- Karmazynowy przypływ (Crimson Tide, 1995)
- Fan (The Fan, 1996)
- Morderstwo doskonałe (A Perfect Murder, 1998)
- Mroczne miasto (Dark City, 1998)
- Regulamin zabijania (Rules of Engagement, 2000)
- Mexican (The Mexican, 2001)
- Bad Company: Czeski łącznik (2002)
- Piraci z Karaibów: Klątwa Czarnej Perły (Pirates of the Caribbean: The Curse of the Black Pearl, 2003)
- Siła strachu (Hide and Seek, 2005)
- Piraci z Karaibów: Skrzynia umarlaka (Pirates of the Caribbean: Dead Man's Chest, 2006)
- Namastey London (Bollywood, 2007)
- Piraci z Karaibów: Na krańcu świata (Pirates of the Caribbean: Worlds End, 2007)
- Sweeney Todd: Demoniczny golibroda z Fleet Street (Sweeney Todd: The Demon Barber of Fleet Street, 2007)
- Eagle Eye (2008)
- Alicja w Krainie Czarów (2010)
- Piraci z Karaibów: Na nieznanych wodach (Pirates of the Caribbean: On Stranger Tides, 2011)
- Dziennik zakrapiany rumem (The Rum Diary, 2011)
- Prometeusz (Prometheus, 2012)
- Adwokat (The Counselor, 2013)
- Exodus: Bogowie i królowie (Exodus: Gods and Kings, 2014)
- Marsjanin (The Martian, 2015)
- The Walk. Sięgając chmur (The Walk, 2015)
- Machina wojenna (War Machine, 2017)
- Obcy: Przymierze (Alien: Covenant, 2017)
- Wszystkie pieniądze świata (All the Money in the World, 2017)
- Sicario 2: Soldado (Sicario: Day of the Soldado, 2018)
- Nowiny ze świata (News of the World, 2020)
- Dom Gucci (House of Gucci, 2021)
- Ostatni pojedynek (The Last Duel, 2021)
- Napoleon (2023)

## Nominacje i nagrody
- Dariusz Wolski otrzymał w 1990 nominację do MTV Video Music Award za zdjęcia do teledysku Janie's Got a Gun grupy Aerosmith.
- Kolejną nominację do tej nagrody przyznano mu w 2001 za teledysk do piosenki Stan Eminema.
- W 1996 otrzymał też nominację do nagrody ASC Award przyznawaną przez American Society of Cinematographers za zdjęcia do filmu "Karmazynowy przypływ".
- W 2021 roku był nominowany do Oscara za zdjęcia do filmu Nowiny ze świata.